# Moqueur noir
Melanoptila glabrirostris
Genre
Espèce
Statut de conservation UICN

 NT A2c+3c+4c;B1ab(i,ii,iii) : Quasi menacé
Le Moqueur noir (Melanoptila glabrirostris) est une espèce de passereaux de la famille des Mimidae, l'unique représentante du genre Melanoptila.

## Description
Cet oiseau mesure 20 cm de longueur pour une masse de 24 g, c'est le plus petit des Moqueurs.

## Répartition
Cet oiseau peuple la péninsule du Yucatán.

## Habitat
Ses habitats naturels sont les forêts tropicales ou subtropicales sèches, les forêts de plaine tropicale ou subtropicale humides et les anciennes forêts fortement dégradées.
Il devient rare en raison de la perte de son habitat.